# Nedra dora
Nedra dora là một loài bướm đêm trong họ Noctuidae.